# Julien Pierre de la Faye
Julien Pierre de la Faye, né en 1722 et mort après 1794, est un ingénieur et chimiste français.

## Biographie
Julien Pierre de la Faye, né en 1722, est le fils de Pierre Julien de la Faye (mort en 1748), trésorier général des gratifications des officiers des troupes de 1728 à 1745, et de Christine Marguerite Jeanne de Briquet (morte en 1769).
Colonel dans la Marine, il prend le commandement d'un « bataillon aux drapeaux», dont la composition est détaillée dans une notice d'archives de défense datant de janvier-février 1747.
Il épouse Adélaïde Éléonore Françoise Collin de Murcie le 13 décembre 1747[réf. nécessaire] ; elle meurt à Paris le 15 avril 1773.
Il porte ensuite les qualifications et titres suivants : « écuyer, conseiller du roi Louis XV, trésorier général des gratifications des officiers des troupes, contrôleur ordinaire des guerres ».
En 1771, alors domicilié rue du Bac à Paris, il fait l'acquisition de la seigneurie de Rocquencourt. Le 14 juillet 1779, il vend le domaine de Rocquencourt, comprenant le château de Rocquencourt, le parc et ses dépendances, au prince Louis-Stanislas-Xavier, frère du roi, duc d'Anjou et d'Alençon. Le 20 août 1779, il est dit « Le Roi a acheté la seigneurerie du dit Rocquencourt, en même temps de M. de la Faye, dernier seigneur». Il y a reçu plusieurs fois Benjamin Franklin lors de son séjour en France.
Il s'est intéressé à la préparation de la chaux que les Romains utilisaient pour la construction et aurait réussi à reconstituer leur méthode, selon les mémoires qu'il a publiés en 1777 et 1778. C'est à cela qu'il doit une petite notoriété.
Après le début de 1795, où il vivait à Triel-sur-Seine, on ne trouve plus de trace de lui.

## Publications
- Recherches sur la préparation que les Romains donnaient à la chaux : dont ils se servaient pour leurs constructions et sur la composition et l'emploi de leurs mortiers, 1777[4].
- Mémoire pour servir de suite aux Recherches sur la préparation que les Romains donnaient à la chauxn: dont ils se servaient pour leurs constructions et sur la composition et l'emploi de leurs mortiers, 1778[5].
- Nouvelle édition de son premier livre, A. Leleux, libraire, éditeur de la Revue archéologique, rue des Poitevins, Paris 11e, 1852[6].